# All or Nothing (álbum de Jay Sean)
All or Nothing é o álbum americano de estreia do cantor britânico Jay Sean e foi agendado para ser lançado a 23 de Novembro de 2009. Fará parte da Universal Music Group Super Monday, onde todos os seus álbuns de alto perfil são lançado na segunda-feira antes do feriado, um dia antes do lançamento terça-feira tradicional. A nova data vai aproveitar o início da temporada de compras de Natal.
"Down", com a participação do colega de editora, Lil Wayne, foi oficialmente lançado a 30 de Junho de 2009 nos Estados Unidos da América para download digital. É o primeiro single do álbum, e atingiu a primeira posição na Billboard Hot 100. O segundo single "Do You Remember", foi lançado a 20 de Outubro nas rádios.
| Críticas profissionais                                                      | Críticas profissionais |
| Avaliações da crítica                                                       | Avaliações da crítica  |
| Fonte                                                                       | Avaliação              |
| --------------------------------------------------------------------------- | ---------------------- |
| Allmusic                                                                    | [ 5 ]                  |
| Billboard                                                                   | (72/100)               |
| DesiHits                                                                    | [ 7 ]                  |
| The Guardian                                                                | [ 8 ]                  |
| Slant                                                                       | [ 9 ]                  |
| The Telegraph                                                               | [ 10 ]                 |
| Esta tabela precisa de ser acompanhada por texto em prosa. Consulte o guia. |                        |

## Faixas
| Edição dos Estados Unidos da América |                                             |         |  |
| N.º                                  | Título                                      | Duração |  |
| 1.                                   | "Do You"                                    | 04:05   |  |
| 2.                                   | "Fire"                                      | 03:20   |  |
| 3.                                   | "Down" (Lil Wayne)                          | 03:32   |  |
| 4.                                   | "Do You Remember" (com Sean Paul e Lil Jon) | 03:31   |  |
| 5.                                   | "Ride It"                                   | 03:01   |  |
| 6.                                   | "Love Like This (Eternity)"                 | 03:38   |  |
| 7.                                   | "If I Ain't Got You"                        | 03:18   |  |
| 8.                                   | "War"                                       | 03:45   |  |
| 9.                                   | "Cry"                                       | 04:35   |  |
| 10.                                  | "All or Nothing"                            | 04:23   |  |
| 11.                                  | "Stuck in the Middle" (com Jared Cotter)    | 03:37   |  |
| 12.                                  | "Stay"                                      | 03:39   |  |
| 13.                                  | "Lights Off"                                | 04:13   |  |
| 14.                                  | "Down" (Candle Light Remix)                 | 03:15   |  |
| Duração total:                       | Duração total:                              | 51:45   |  |

## Singles
"Down" foi escolhido como single de estreia do álbum. Foi lançado nas rádios a 31 de Maio de 2009 e oficialmente lançado no iTunes a 30 de Junho de 2009. Estreou na posição 72 da Billboard Hot 100. Depois de algumas semanas subiu ao top 5 até que atingiu a primeira posição, retirando do topo "I Gotta Feeling" dos Black Eyed Peas, que ali permanecia havia catorze semanas. "Do You Remember" é o segundo single, e foi planeado para ser lançado a Outubro de 2009. Inclui a participação de Sean Paul and Lil Jon.
"Do You Remember" que conta com a participação de Sean Paul e Lil Jon. O single foi lançado nas rádios norte-americanas a 20 de Outubro de 2009 e no iTunes a 2 de Novembro de 2009. Alcançou o décimo lugar na Billboard Hot 100.